# LE-5B
LE-5Bは、日本で開発されたロケットエンジン。H-IIAロケット・H-IIBロケットの第二段エンジンであり、H3ロケットでも使用されている。
H-Iロケットの第二段エンジンであるLE-5の流れをくみ、H-IIロケットの第二段エンジンLE-5Aをもとに主にコストダウンをはかった改良型。推進剤は液体酸素（LOX）と液体水素（LH2）で真空中推力は137.2kN（=14トン）。

## 概要
LE-5BはH-IIAロケットの第二段用として、1995年から2000年にかけて開発された。主目的は信頼性の向上と製造コストの削減であり、そのためエンジンの性能の指標となる比推力は447秒と、LE-5（450秒）、およびLE-5A（452秒）よりもわずかに低い。複数回着火機能（再々着火能力）や、微小推力機能（アイドルモード燃焼機能）、スロットリング（推力調整）機能を持つ。宇宙開発事業団（NASDA）が開発し、燃焼器及び艤装の製造は三菱重工業、ターボポンプの製造はIHI（旧・石川島播磨重工業）が行っている。
H-IIロケット8号機の二段目で初めて使用されたが、打ち上げ中に第一段にトラブルが発生し、予定されたターボポンプの冷却やタンクの加圧が不十分なうちに起動されたが、正常に機能し、エキスパンダーブリードサイクルの高信頼性を実証した。ロケット自体は軌道に乗らないため第二段燃焼途中で指令破壊を行った。以後、実際に最後まで使用されたのはH-IIAロケット1号機が最初である。

## 構造
エンジンサイクルはLE-5Aと同じエキスパンダブリードサイクルと呼ばれる型式で、ポンプで昇圧された燃料の大部分は直接燃焼室に送り込まれるが、一部の燃料は燃焼器を冷却し、同時にタービンを駆動するためのエネルギを得る。この水素ガスでLH2ターボポンプ及びLOXターボポンプのタービンを直列に駆動する。その後、ノズルの壁面を冷却するためにノズル内に噴射される。ただしLE-5Aは燃焼室とノズルスカートの両方でLH2の吸熱を行っていたが、LE-5Bでは燃焼室のみで吸熱をしている。そのため、LE-5Aは「ノズルエキスパンダブリードサイクル」、LE-5Bは「チャンバエキスパンダブリードサイクル」と分類し呼ばれることもある。ノズルスカートに配管が通っていないため、LE-5Bではノズルスカートを取り外した状態で大気圧中で燃焼試験が行える。対し、LE-5Aはノズルスカートを取り外せず、つけた状態で大気圧中で燃焼させるとノズル流れが剥離するため、専用の高空燃焼試験設備が必要であった。
LE-5Bでは上記のように燃焼室のみでLH2の吸熱をしているため、吸熱量を稼ぐために燃焼室がLE-5Aよりも長くなっている。また燃焼室の構造も、LE-5Aの純ニッケルチューブをろう付けした管構造から、LH2を流す溝を掘った無酸素銅の内筒と、その外側の銅電鋳層からなる「銅電鋳溝構造」と呼ばれる構造に変更された。これはH-IIロケット5号機での事故（LE-5A燃焼室のチューブ間ろう付け部が破損）を踏まえたものである。
燃焼室に燃料・酸化剤を噴射する噴射器も製造コスト削減のためLE-5・5Aより簡略化されており、同軸型の噴射エレメントが208個から127個に減少している（LE-5B-2では再び増加している）。

## 再々着火能力
LE-5ファミリーは再着火能力を持つが、特にLE-5Bはアメリカのセントール上段のRL10と同様の再々着火能力を持っている。これによりロングコースト静止トランスファ軌道への打ち上げが可能となり、静止軌道に投入される際の衛星側の軌道遷移用の噴射が少量で済み、衛星を長寿命化もしくは軽量・小型化できる。すなわち再々着火が実用化されれば、軌道遷移のための衛星自身による噴射が少量で済み、赤道直下から打ち上げるロケットとも対抗できるほど静止軌道へのロケット打ち上げの際の商業受注に関する競争力が高まる。
ただし内蔵電源などの第2段機体の制約上、長らく再々着火を行っての運用は実用化されず、これを実現するために2011年度から「基幹ロケット高度化」と呼ばれる第2段機体を中心とした改良開発が行われてきた。そして2015年11月24日のH-IIA29号機で初めて「基幹ロケット高度化」の一要素の「静止衛星打ち上げ対応能力の向上」が初適用されて、再々着火を行っての運用が行われた。
なお、実用化のための宇宙空間での初の再々着火試験については、当初は1999年11月のH-IIロケット8号機で行う予定だったが、打ち上げ途中で指令破壊が行われたため行われず、2002年2月のH-IIA試験機2号機のつばさ分離後の打ち上げ1時間40分後に初めて再々着火が行われた。また着火はしていないが、H-IIA試験機1号機、7、21、24、26号機でも実用化に向けた先行的実験が行われた。

## LE-5B-2
H-IIAロケット3号機において第二段燃焼中にそれまでの飛翔と比較して大きい振動が確認された。この時の振動レベルは衛星の規程値以下であり、衛星に問題はなかった。機軸方向（ロケットの長手方向）の振動の原因は、第2段機体の固有振動に起因するLE-5Bエンジンの燃焼圧の変動であるとされている。H-IIAロケット10号機以降は、第2段推進薬タンクの加圧を若干増加させることで振動を軽減している。
2003年3月からこの振動の主要因の一つである燃焼圧力変動の低減を目的として、LE-5B-2エンジンの開発が開始された。設計変更はミキサーと噴射器について行われた。ミキサーにおいては噴射孔の位相を変更することで噴射器に流入する液体水素の混合を促進した。噴射器においてはマニホールド内流を整流する仕切り板を設けると共に、噴射器エレメントの小型化を図り、エレメント数を増加させることで、燃焼室に噴射する液体酸素の微粒化を促進した。これらの改良によってペイロードにかかる振動や燃焼圧力変動を従来の50%に抑えることに成功している。
H-IIAロケット14号機以降使用され、H-IIBロケットにも使用されている。

## LE-5B-3
H3ロケットの第二段用エンジンとして開発され、LE-5B-2と比べて低燃費と長寿命化が図られている。主な改良部位は高温水素ガスと低温液体酸素を混合させる配管（ミキサー）と液体水素ターボポンプのタービンで、ミキサーの改良により比推力がLE-5B-2の446.6秒から448.0秒へ向上され、タービンの改良によりH-IIA打ち上げ時のLE-5B-2の作動時間534秒を大幅に超えるH3打ち上げ時の作動時間740秒にも耐えられるようになっている。
2019年2月18日に燃焼試験が完了した。
2023年3月7日、H3初号機2段目に実装され打ち上げられるも、当エンジンが点火せず、指令破壊信号が送信された。原因はLE-5B-3の電力系での過電流を検知し電源供給を自動停止したことだった。

## 主要諸元
|                               | LE-5                     | LE-5A                                               | LE-5B                                                 |
| ----------------------------- | ------------------------ | --------------------------------------------------- | ----------------------------------------------------- |
| 燃焼サイクル                  | ガスジェネレータサイクル | エキスパンダブリードサイクル （ノズルエキスパンダ） | エキスパンダブリードサイクル （チャンバエキスパンダ） |
| 真空中推力 kN                 | 102.9（10.5 tf）         | 121.5（12.4 tf）                                    | 137.2（14 tf）                                        |
| 混合比                        | 5.5                      | 5                                                   | 5                                                     |
| 膨張比                        | 140                      | 130                                                 | 110                                                   |
| 真空中比推力 s                | 449                      | 452                                                 | 447                                                   |
| 燃焼圧力 MPa                  | 3.61                     | 3.98                                                | 3.62                                                  |
| LH2ターボポンプ駆動ガス温度 k | 約850                    | 約600                                               | 約400                                                 |
| LH2ターボポンプ回転数 min-1   | 50,600                   | 52,200                                              | 52,100                                                |
| LOXターボポンプ回転数 min-1   | 16,500                   | 17,400                                              | 17,700                                                |
| 全長 m                        | 2.67                     | 2.69                                                | 2.74                                                  |
| 質量 kg                       | 255                      | 248                                                 | 285                                                   |
| 再着火能力                    | 1回                      | 多回数                                              | 多回数                                                |
| その他の機能                  |                          |                                                     | スロットル 60％ アイドル燃焼推力 4 kN弱               |